# Standards4
『Standards4』（スタンダーズ・フォー）は中西保志5枚目のカバー・アルバム。2010年10月6日発売。発売元は徳間ジャパンコミュニケーションズ。

## 収録曲
1. 未来予想図II（5:54）
2. 壊れかけのRadio（4:57）
3. シルエット・ロマンス（4:53）
4. 悲しみは雪のように（5:28）
5. どんなときも。（4:32）
6. あなたに逢いたくて～Missing You～（5:47）
7. M（5:06）
8. 時代（4:27）
9. 恋の予感（5:04）
10. PRIDE（5:22）
11. GET BACK IN LOVE（4:29）
12. 卒業写真（4:10）
13. THE CHRISTMAS SONG（3:41）ボーナス・トラック